# Муртазаев, Роман Валерьевич
Рома́н Вале́рьевич Муртаза́ев (род. 10 сентября 1993, Караганда) — казахстанский футболист, нападающий клуба «Елимай». Трёхкратный чемпион Казахстана.

## Карьера

### Клубная
Воспитанник карагандинской школы футбола. Начинал играть в детско-юношеской школе мини-футбольного клуба «Тулпар». Первые шаги в большом футболе сделал под руководством заслуженного тренера Республики Казахстан Владимира Сушкова. Далее тренировался под руководством Сергея Дубкова, тренера группы подготовки юношеского состава «Шахтёра» 1992—1993 годов рождения.
В 2012 году под руководством Сергея Мищенко начал играть в дублирующем составе «Шахтёра» на позиции опорного полузащитника. С результатом в 18 голов занял второе место в споре бомбардиров, а также вместе с командой стал победителем турнира. Дебют за основной состав «Шахтёра» состоялся 27 июня в рамках кубка страны, в этом же матче забил свой первый гол за основной состав.
В сезоне 2013 года главный тренер «Шахтёра» Виктор Кумыков перевёл Муртазаева в нападение (16 игр и 3 гола). В этом же сезоне в турнире дублёров Премьер-лиги был признан лучшим игроком и стал лучшим снайпером с результатом 13 голов, поделив первое место с игроком «Иртыша» Куанышем Бегалиным. Дебют в еврокубках состоялся 16 июля в матче квалификационного раунда Лиги чемпионов против белорусского БАТЭ, а 30 июля Муртазаев забил свой первый еврокубковый гол в ворота албанского «Скендербеу». Первый гол и дубль в рамках чемпионата страны оформил 3 августа в матче против уральского «Акжайыка».
В декабре 2015 года подписал годичный контракт с павлодарским «Иртышом». В сезоне 2016 года вместе с командой завоевал бронзовые медали, а в споре бомбардиров с 18 голами в 32 матчах стал первым среди казахстанских игроков и вторым среди всех, уступив только ивуарийцу Жерару Гоу (22 гола).
Главный тренер «Астаны» Станимир Стойлов пригласил Муртазаева к себе в команду. В ноябре Муртазаев подписал трёхлетний контракт с «Астаной». В новом сезоне 2017 года Роман сыграл 32 игры (из 33), забил 6 голов и помог «Астане» завоевать чемпионский титул в четвёртый раз подряд. В еврокубках провёл 12 игр, но без голов. В сезоне 2018 года сыграл 28 игр, забил 8 голов и вторично стал с командой чемпионом Казахстана. В еврокубках выступил в 10 играх и забил два гола. Через год Роман стал уже трехкратным Чемпионом Казахстана, сыграв в 32 матчах чемпионата и забив 7 голов. В еврокубках сыграл 13 матчей и записал на свой счет 3 мяча. 
Зимой 2020 перешел в костанайский «Тобол» с которым выиграл сребрянные медали чемпионата Казахстана и после сезона в клубе возвратился снова в «Астану». В июле 2021 года стал игроком калининградской «Балтики». Впрочем в декабре того же года игрок и клуб рассторгли соглашение, а в январе  2022 года вернулся в родной карагандинский «Шахтер».

### В сборной
Впервые был приглашён в юношескую сборную Казахстана до 19 лет в 2011 году на международный турнир стран шанхайской организации сотрудничества — ШОС. В 2013 году стал игроком молодёжной сборной Казахстана. На Кубке Содружества 2013 забил по одному голу в ворота сборных Кыргызстана и Узбекистана. Свой первый гол за сборную страны в рамках отборочных турниров УЕФА и ФИФА забил 14 октября 2013 года в ворота сборной Армении в матче отборочного цикла молодёжного чемпионата Европы 2015.
В 2014 году у руля молодёжной сборной стал литовский специалист Саулюс Ширмялис, который доверил Муртазаеву место в стартовом составе. В Кубке Содружества 2014 Муртазаев с пятью голами стал лучшим бомбардиром турнира. В заключительном матче отборочного цикла молодёжного чемпионата Европы 2015 забил гол в ворота действующих чемпионов мира — сборной Франции.
Дебют за национальную сборную состоялся при Талгате Байсуфинове 7 июня 2016 года в товарищеском матче против сборной Китая, а в рамках отборочных турниров УЕФА и ФИФА — 8 октября 2016 года в матче отборочного цикла чемпионата мира 2018 против сборной Черногории.
В 2017 году новый тренер национальный сборной Александр Бородюк, взявший курс на омоложение сборной, стал чаще выпускать Муртазаева в товарищеских и отборочных матчах ЧМ-2018 и в этом сезоне Роман стал уже её основным игроком на позиции нападающего. В 2018 году при болгарине Станимире Стойлове выступил во всех 9 матчах года и забил три гола.

## Достижения

### Командные
- Чемпион Казахстана: 2017, 2018, 2019
- Серебряный призёр чемпионата Казахстана (2): 2020,2021
- Обладатель Кубка Казахстана: 2013
- Обладатель Суперкубка Казахстана: 2013,2018,2019
- Бронзовый призёр чемпионата Казахстана: 2016

### Индивидуальные
- Включен в символическую сборную казахстанской Премьер-лиги — 2016 по версиям: сайта «Vesti.kz» и профессиональной футбольной лиги Казахстана (ПФЛК)

## Статистика выступлений

### Клубная карьера
| Клуб                        | Сезон                       | Лига | Лига | Кубки | Кубки | Еврокубки | Еврокубки | Итого | Итого |
| Клуб                        | Сезон                       | Игры | Голы | Игры  | Голы  | Игры      | Голы      | Игры  | Голы  |
| --------------------------- | --------------------------- | ---- | ---- | ----- | ----- | --------- | --------- | ----- | ----- |
| Шахтёр (Караганда)          | 2012                        | 0    | 0    | 1     | 1     | —         | —         | 1     | 1     |
| Шахтёр (Караганда)          | 2013                        | 16   | 3    | 3     | 1     | 4         | 1         | 23    | 5     |
| Шахтёр (Караганда)          | 2014                        | 22   | 2    | 5     | 1     | 4         | 1         | 31    | 4     |
| Шахтёр (Караганда)          | 2015                        | 28   | 4    | 1     | 0     | —         | —         | 29    | 4     |
| Шахтёр (Караганда)          | Итого                       | 66   | 9    | 10    | 3     | 8         | 2         | 84    | 14    |
| Иртыш (Павлодар)            | 2016                        | 32   | 18   | 3     | 1     | —         | —         | 35    | 19    |
| Иртыш (Павлодар)            | Итого                       | 32   | 18   | 3     | 1     | —         | —         | 35    | 19    |
| Астана                      | 2017                        | 32   | 6    | 2     | 0     | 10        | 0         | 44    | 6     |
| Астана                      | 2018                        | 28   | 8    | 0     | 0     | 12        | 2         | 40    | 10    |
| Астана                      | 2019                        | 32   | 7    | 2     | 0     | 13        | 3         | 47    | 10    |
| Астана                      | Итого                       | 92   | 21   | 4     | 0     | 35        | 5         | 131   | 26    |
| Тобол (Костанай)            | 2020                        | 17   | 2    | —     | —     | —         | —         | 17    | 2     |
| Тобол (Костанай)            | Итого                       | 17   | 2    | —     | —     | —         | —         | 17    | 2     |
| Астана                      | 2021                        | 18   | 4    | 3     | 0     | —         | —         | 21    | 4     |
| Астана                      | Итого                       | 18   | 4    | 3     | 0     | —         | —         | 21    | 4     |
| Всего за «Астану»           | Всего за «Астану»           | 110  | 25   | 7     | 0     | 35        | 5         | 152   | 30    |
| Балтика                     | 2021/22                     | 11   | 0    | 2     | 1     | —         | —         | 13    | 1     |
| Балтика                     | Итого                       | 11   | 0    | 2     | 1     | —         | —         | 13    | 1     |
| Шахтёр (Караганда)          | 2022                        | 22   | 6    | 5     | 4     | —         | —         | 27    | 10    |
| Шахтёр (Караганда)          | 2023                        | 20   | 2    | 2     | 0     | —         | —         | 22    | 2     |
| Шахтёр (Караганда)          | Итого                       | 42   | 8    | 7     | 4     | —         | —         | 49    | 12    |
| Всего за «Шахтёр» Караганда | Всего за «Шахтёр» Караганда | 108  | 17   | 17    | 7     | 8         | 2         | 133   | 26    |
| → Шахтёр М                  | 2023                        | 2    | 5    | —     | —     | —         | —         | 2     | 5     |
| → Шахтёр М                  | Итого                       | 2    | 5    | —     | —     | —         | —         | 2     | 5     |
| Елимай                      | 2024                        | 19   | 4    | 8     | 1     | —         | —         | 27    | 5     |
| Елимай                      | Итого                       | 19   | 4    | 8     | 1     | —         | —         | 27    | 5     |
| → Елимай М                  | 2024                        | 1    | 3    | —     | —     | —         | —         | 1     | 3     |
| → Елимай М                  | Итого                       | 1    | 3    | —     | —     | —         | —         | 1     | 3     |
| Всего за карьеру            | Всего за карьеру            | 300  | 74   | 37    | 10    | 43        | 7         | 380   | 91    |

### Выступления за сборную
| Сборная   | Год   | Отборочные матчи ЧМ | Отборочные матчи ЧМ | Отборочные матчи ЧЕ | Отборочные матчи ЧЕ | Лига наций УЕФА | Лига наций УЕФА | Товарищеские матчи | Товарищеские матчи | Итого | Итого |
| Сборная   | Год   | Игры                | Голы                | Игры                | Голы                | Игры            | Голы            | Игры               | Голы               | Игры  | Голы  |
| --------- | ----- | ------------------- | ------------------- | ------------------- | ------------------- | --------------- | --------------- | ------------------ | ------------------ | ----- | ----- |
| Казахстан | 2016  | 3                   | 0                   | −                   | −                   | −               | −               | 2                  | 0                  | 5     | 0     |
| Казахстан | 2017  | 4                   | 0                   | −                   | −                   | −               | −               | 1                  | 0                  | 5     | 0     |
| Казахстан | 2018  | −                   | −                   | −                   | −                   | 6               | 1               | 3                  | 2                  | 9     | 3     |
| Казахстан | 2019  | −                   | −                   | 2                   | 0                   | −               | −               | 1                  | 0                  | 3     | 0     |
| Казахстан | 2020  | −                   | −                   | −                   | −                   | −               | −               | −                  | −                  | −     | −     |
| Казахстан | 2021  | 1                   | 0                   | −                   | −                   | −               | −               | 1                  | 0                  | 2     | 0     |
| Казахстан | 2022  | −                   | −                   | −                   | −                   | 1               | 0               | −                  | −                  | 1     | 0     |
| Итого     | Итого | 8                   | 0                   | 2                   | 0                   | 7               | 1               | 8                  | 2                  | 25    | 3     |

### Общая статистика за сборную Казахстана
|                   | Сезон      | Отборочные: матчи (голы)             | Международные: матчи (голы) | Товарищеские: матчи (голы) | Всего: матчи (голы) |
| ----------------- | ---------- | ------------------------------------ | --------------------------- | -------------------------- | ------------------- |
| Казахстан (до 19) | 2011       | -                                    | ШОС — 3 (0)                 | -                          | 3 (0)               |
| Казахстан (до 21) | 2013       | Чемпионат Европы (U-21) 2015 — 4 (1) | КС 2013 — 6 (2)             | 3 (0)                      | 13 (3)              |
| Казахстан (до 21) | 2014       | Чемпионат Европы (U-21) 2015 — 2 (2) | КС 2014 — 6 (5)             | 2 (0)                      | 10 (7)              |
| Казахстан         | 2016—н. в. | Чемпионат мира по футболу 2018 7 (0) | -                           | 6 (2)                      | 13 (2)              |
| Всего за сборную  | 2011—н. в. | 13 (3)                               | 15 (7)                      | 11 (2)                     | 39 (12)             |

ШОС — Международный турнир по футболу стран Шанхайской организации сотрудничества

КС — Кубок Содружества

## Личная жизнь
Сын Михаэль (2015) Сын Рафаэль (2018).